# William Hartzell

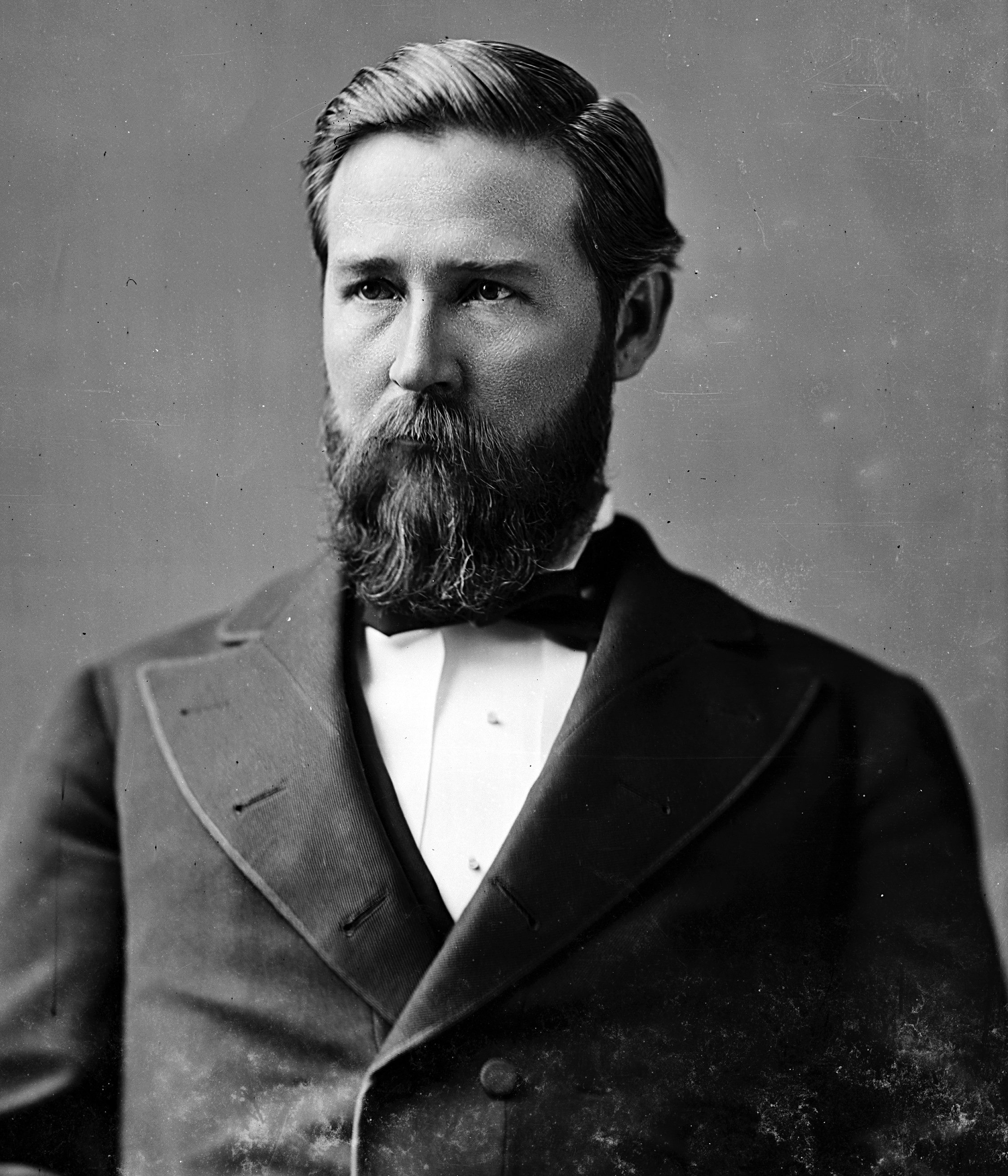
William Hartzell

William Hartzell (* 20. Februar 1837 in Canton, Ohio; † 14. August 1903 in Chester, Illinois) war ein US-amerikanischer Politiker. Zwischen 1875 und 1879 vertrat er den Bundesstaat Illinois im US-Repräsentantenhaus.

## Werdegang
Im Jahr 1840 zog William Hartzell mit seinen Eltern nach Danville in Illinois. Zwischen 1844 und 1853 lebte die Familie in Mexiko. Danach kehrte er in das Randolph County in Illinois zurück. Bis 1859 absolvierte er das McKendree College in Lebanon. Nach einem anschließenden Jurastudium und seiner 1864 erfolgten Zulassung als Rechtsanwalt begann er in Chester in diesem Beruf zu arbeiten. Gleichzeitig schlug er als Mitglied der Demokratischen Partei eine politische Laufbahn ein.
Bei den Kongresswahlen des Jahres 1874 wurde Hartzell im 18. Wahlbezirk von Illinois in das US-Repräsentantenhaus in Washington, D.C. gewählt, wo er am 4. März 1875 die Nachfolge von Isaac Clements antrat. Nach einer Wiederwahl konnte er bis zum 3. März 1879 zwei Legislaturperioden im Kongress absolvieren. Im Jahr 1878 verzichtete er auf eine weitere Kandidatur.
Nach dem Ende seiner Zeit im US-Repräsentantenhaus praktizierte William Hartzell zunächst wieder als Anwalt. Von 1897 bis 1903 war er Richter im dritten Gerichtsbezirk des Staates Illinois. Er starb am 14. August 1903 in Chester.